# Otec prasátek
Otec prasátek (anglicky Hogfather) je humoristická fantasy kniha Terryho Pratchetta, dvacátá ze série Zeměplocha. Pojmenovaná je po hlavní postavě, jakési zeměplošské obdobě fikční postavy z vánočních tradic Santy Clause, resp. Otce Vánoc.

## Postava
Otec prasátek je také titulní postava z knihy, vystupující i v jiných zeměplošských knihách. Představuje obdobu Santa Clause, který na Den Prasečí hlídky plní dětská přání a přináší dárky. Nosí červený kabát lemovaný kožešinou a pohybuje se na saních tažených čtyřmi divokými prasaty. Za starých časů rozdával domácnostem produkty z vepřového a nezbedným dětem pytel krvavých kostí. V současné době má podobu veselého výrobce hraček, ale pozůstatky mýtů (jako jeho Kostěný hrad) stále přetrvávají.

## Obsah knihy
V knize se Auditoři rozhodnou eliminovat zeměplošský ekvivalent k Santa Clausovi, protože nezapadá do jejich pohledu na vesmír. Setkají se s Lordem Odkragllim, představeným Cechu vrahů, a dohodnou zprostředkování služeb pana Časnačaje (vyslovováno Ča-snač-aj), jehož specificky šílená genialita z něj činí ideálního kandidáta na zavraždění Otce prasátek či jiných antropomorfních personifikací. Smrť se rozhodne Otce prasátek zastoupit. Obleče si dlouhý červený plášť a plnovous, jenže se věci začnou komplikovat, když plní dětská přání až moc doslova. Mezitím jeho vnučka Zuzana musí zjistit, co se stalo se skutečným Otcem prasátek a jak ho zachránit.

## Adaptace
V roce 2006 byl ve Velké Británii podle této knihy natočen stejnojmenný televizní film (režie Vadim Jean).